# Gerard Beelaerts van Blokland
Gerard Beelaerts van Blokland (Dordrecht, 5 juli 1772 – 's-Gravenhage, 25 februari 1844) was een Nederlands politicus.
Beelaerts van Blokland was een bestuurder uit een Dordts regentengeslacht, die in Kaap de Goede Hoop een rechterlijke functie bekleedde. Hij studeerde rechten te Utrecht en praktiseerde als advocaat in Den Haag. In 1802 werd hij procureur-generaal aan Kaap de Goede Hoop en bleef in Engelse dienst werkzaam toen deze kolonie in 1806 door de Engelsen bezet werd. In 1819 werd hij benoemd tot rechter in Rotterdam, in 1823 werd hij lid van de Ridderschap Holland en van de Tweede Kamer. In 1825 werd hij benoemd tot Ridder in de Orde van de Nederlandse Leeuw. Onder koning Willem I was hij secretaris en lid van de Raad van State en later minister van Financiën. Hij combineerde die functie met het lidmaatschap van de Tweede Kamer, waardoor hij in december 1839 als enige voor zijn eigen begroting kon stemmen. Hij trad daarop af. Nadien keerde hij terug in de Raad van State.
- Biografisch Portaal: 20720099
- Digitale Bibliotheek voor de Nederlandse Letteren: beel007
- International Standard Name Identifier: 0000 0003 9040 9717
- Nederlandse Thesaurus van Auteursnamen: 072664584
- Parlement.com: vg09llr3azy8
- Virtual International Authority File: 283989443
- WorldCat: E39PBJxcT9gT8WfGmrv9JY6R8C